# Reino de Mide

Mide en torno al año 900.

El reino de Mide fue un antiguo estado irlandés, con capital en Tara. Durante la Edad Media fue vasallo de otros, a pesar de que Tara se convirtió en el hogar del rey de reyes de Irlanda. El reino quedó sometido con las invasiones normandas del 1171, convirtiéndose en el señorío de Meath, y resurgiendo después como reino de Meath.